# Eosin

Eosin Y

Eosin B

Eosin, tetrabromfluorescein, är ett salt som, då det löses upp i vatten, bildar röda kristaller med en blåaktig nyans. Ämnet är lättlösligt i vatten, men svårlösligt i alkohol. Det tillhör gruppen fluoronfärgämnen.
Lösningar visar i närvaro av alkali en praktfull fluorescens, som försvinner vid tillsats av syra.
Det finns två mycket närbesläktade varianter som benämns eosin Y respektive eosin B. Den förra har en svagt gulaktig färgton, medan den senare är svagt blåaktig.

## Användning
Det kan användas för att färga cytoplasma, kollagen och muskelfibrer för undersökning under mikroskop.
Eosin har också använts som färgämne för färgning av ull, silke och (mera sällan) bomull.